# Pau Víctor
Pau Víctor Delgado (Sant Cugat del Vallès, 26 november 2001) is een Spaanse voetballer die doorgaans speelt als spits voor SC Braga.

## Clubcarrière
In 2018 trad Víctor toe tot de jeugdopleiding van Girona FC, na het verlaten van CE Sabadell. Op 20 juli 2020 maakte hij zijn debuut in een 0-2 nederlaag in de Segunda División tegen AD Alcorcón. Op 29 augustus 2022 werden Víctor en zijn teamgenoot Álex Sala voor een jaar verhuurd aan CE Sabadell.
Op 17 augustus 2023, na het scoren van zeven doelpunten en zes assists om het team in de derde divisie te houden, verlengde hij zijn contract tot 2025 en werd uitgeleend aan Barça Atlètic.
Op 24 juli 2024 maakte hij de definitieve overstap naar FC Barcelona, waar hij een contract tekende tot 2029. Hij debuteerde op 17 augustus 2024 in de Primera División tegen Valencia, in een wedstrijd die met 2-1 werd gewonnen.
Op 24 juli 2025 maakten FC Barcelona en SC Braga bekend dat Víctor de overstap maakt naar de Portugezen. Hij tekende een contract tot medio 2030; de transfersom bedroeg circa 12 miljoen euro.

## Erelijst
| Competitie                   | Aantal       | Jaren        |
| FC Barcelona                 | FC Barcelona | FC Barcelona |
| ---------------------------- | ------------ | ------------ |
| Copa del Rey                 | 1x           | 2024/25      |
| Supercopa de España          | 1x           | 2024/24      |
| Individueel                  |              |              |
| Topscorer Primera Federación | 1x           | 2023/24      |